# Bernard Hiszpan
Bernard Hiszpan (XII wiek) – hiszpański mnich, misjonarz sprowadzony przez Bolesława Krzywoustego w celu szerzenia religii chrześcijańskiej wśród plemion pogańskich. 

## Życiorys
W roku 1121 w Hiszpanii urodzony biskup Bernard, dobrowolnie zaoferował się przynieść chrześcijaństwo Pomorzanom. Sprowadzony został do Polski w 1122 przez Bolesława Krzywoustego. Udał się na dwór księcia, który sprawował zwierzchnictwo nad Pomorzem i został przez niego szanownie przyjęty. Kiedy Bolesław dowiedział się o celu podróży Bernharda, był zadowolony z tego zamiaru, ale zauważył, że upór Pomorzan sięga daleko i prawdopodobnie raczej zabili by go niż przyjęli wiarę chrześcijańską. Bernard jednak odpowiedział, że ma zamiar, jeśli to konieczne, umrzeć z miłości do Chrystusa. Książę spełnił prośbę biskupa, dał mu wskazówki i tłumacza oraz wysłał go z najlepszymi życzeniami do Pomorza. Bernard, który osiągnął renomę świętości poprzez wstrzemięźliwość, umartwienie ciała i życie pustelnicze, przybył do Julina (tak ówcześnie nazywał się Wolin) w skromnym stroju, pokonując trudną podróż bosą stopą. 
Rozpoczął kazania w Julinie, a mieszkańcy, zwracając uwagę na jego ubogą odzież, pytali, kim jest i kto go wysłał. Bernhard odpowiedział, że jest sługą prawdziwego Boga, stworzyciela nieba i ziemi, wysłanym, aby prowadzić ludzi z Julina z błędu bałwochwalstwa na drogę prawdy. Już od początku nie mógł dojść do porozumienia z miejscowym ludem, choć książę przydzielił mu przewodnika i tłumacza. Odpowiedź ta wydała się Julinianom bardzo niezrozumiała; nie chcieli uwierzyć, że Bóg, który sam jest pełen chwały i bogactwa, miałby wybrać tak niepozornego posłańca, która nie może sobie pozwolić nawet na kupno obuwia. 
Wyśmiali go więc, uważając za głupca i żebraka, który chce ich okraść, i poradzili mu, żeby, jeśli kocha życie, jak najszybciej wrócił tam, skąd przybył. Biskup jednak pozostał pośród nich nieustraszony. "Jeśli nie wierzycie moim słowom," zawołał, "to wierzcie moim uczynkom." I doradził mieszkańcom Wolińskim, aby umieścili go, biskupa, w starym, nieużywanym domu, a następnie podpalili ten dom. Jeśli pozostałby nietknięty w płomieniach, Wolinianie  mieliby poznać, że został wysłany przez tego, któremu wszystkie elementy, także ogień, są poddane.
Jednak mieszkańcy Juleńscy byli oburzeni tym pomysłem, który wydawał się im stworzony tylko po to, aby im zaszkodzić, gdyż pożar jednego domu mógł łatwo spowodować pożar całego miasta. Naradzili się, co zrobić z biednym biskupem i postanowili usunąć go z Julina bez uszkodzenia ciała, umieszczając go w łodzi i pozostawiając mu wybór, dokąd chce podróżować. Ten plan nie spodobał się biskupowi. Płonął z chęci umarcia w męczeńskiej śmierci, dlatego też sięgnął po topór z zamiarem obalenia świętej kolumny św. Julii. To spowodowało duże oburzenie mieszkańców miasta; zaatakowali biskupa, bezlitośnie go pobili i zostawili go na pół umarłego. Mimo to, Bernard, gdy odzyskał przytomność, kontynuował próby nawracania. Uratowali go i jego towarzyszy siłą z tłumu (zwalczani przez niego) kapłani religii Słowian, którzy uznali Bernarda za szaleńca, a bojąc się zemsty ze strony księcia, wsadzili do łodzi i krzyknęli do biskupa: "Jeśli tak bardzo pragniesz głosić kazania, to głosząc je rybom morza i ptakom, ale strzeż się dotykania naszych ziem." Tak zakończyła się podróż nawrócenia Bernarda; biskup jednak nie podejmował już dalszych prób szerzenia chrześcijaństwa w Pomorzu. W głębokim smutku udał się z powrotem do Polski i złożył księciu sprawozdanie ze swoich doświadczeń. Bolesław poradził mu teraz, by zrezygnował z nawracania Pomorzan; nie powinien dalej "próbować z głupotą tych psów", są to "bezlitosni ludzie" i nie warte są nauk zbawienia. Bernard przypisał niechęć Julinian wobec chrześcijaństwa swojemu skromnemu strojowi, dlatego doradził księciu, aby spróbował raz z efektownym i potężnym głosicielem zbawienia, a następnie udał się do Bambergu, gdzie przybył w roku 1122 i przez pewien czas był mnichem. Po przybyciu do Bambergu biskup Bernhard po krótkim pobycie wstąpił do klasztoru na wzgórzu Michelsberg, gdzie nauczał mnichów nauk ścisłych. Dzięki swojej ciężkiej pracy i pobożności szybko zaprzyjaźnił się z biskupem Ottonem z Bambergu, który dobrze znał podróże Bernharda na Pomorze. 
Część historyków utożsamia go ze wzmiankowanym w 1133 roku pierwszym biskupem lubuskim.
Misja Bernarda, choć zakończona niepowodzeniem, przygotowała grunt pod mającą się wkrótce dokonać chrystianizację Pomorza. Już w następnym roku (1123) chrzest przyjął książę pomorski Warcisław I. Popierał on inicjatywę  Bolesława Krzywoustego, który dla potrzeb misji na Pomorzu sprowadził biskupa Ottona z Bambergu. Tym razem misja zakończyła się powodzeniem, a biskup został przyjęty przez lud w większości przypadków przyjaźnie.